# ماركو أمبروسيو
ماركو أمبروسيو (بالإيطالية: Marco Ambrosio)‏ هو لاعب كرة قدم إيطالي، ولد في 30 مايو 1973 في بريشا في إيطاليا. شارك مع منتخب إيطاليا تحت 21 سنة لكرة القدم. أما مع النوادي، فقد لعب مع أتالانتا وتشيلسي وكييفو فيرونا ونادي بريشيا ونادي بيزا ونادي رافينا ونادي ريجيانا 1919 ونادي ساليرنيتانا ونادي سامبدوريا ونادي غراسهوبر زيوريخ ونادي لوكيزي ونادي لوميتساني.

## وصلات خارجية
- ماركو أمبروسيو على موقع قاعدة بيانات كرة القدم.إي يو (الإنجليزية)
- ماركو أمبروسيو على موقع Soccerbase.com (لاعب) (الإنجليزية)
- ماركو أمبروسيو على موقع عالم كرة القدم.نت (الإنجليزية)